# Werner Utter
Werner Utter (* 14. Februar 1921 in Crailsheim; † 29. November 2006 in Bad Vilbel) war ein deutscher Flugkapitän und Buchautor. Er war Offizier der Luftwaffe der Wehrmacht im Zweiten Weltkrieg und einer der ersten Piloten der Deutschen Lufthansa, die nach dem Krieg eine Lizenz als Flugkapitän erhielten.

## Leben
Werner Utter, Sohn von Elsa Utter, geborene Kuhn, und des Notars Willy Utter, besuchte nach der Grundschule in Crailsheim ein Gymnasium in Kirchheim unter Teck, wo er auch sein Abitur machte. Er absolvierte als 14-Jähriger 1935 seinen ersten Alleinflug im Segelflugzeug. 1937 bestand er die Aufnahmeprüfung als Anwärter der Luftwaffe. Nach Kriegsbeginn 1939 wurde Utter eingezogen und erhielt in Quedlinburg seine Motorflugausbildung, wo er im Januar 1940 den ersten Alleinflug auf einem Motorflugzeug absolvierte. Nach der Grundausbildung entschied er sich für die Bomberpilotenlaufbahn und wurde in der Steiermark auf den Typen Ju 52, Do 17 und Ju 86 geschult. Eine Blindflugausbildung erhielt er in Königsberg. Ab 1. Juni 1943 wurde er im Kampfgeschwader 4 zum Oberleutnant befördert. Anschließend diente er in der 7. Staffel des Kampfgeschwaders 76 und ab 1. Dezember 1944 als Staffelkapitän in der 10. Staffel. Am 11. Oktober 1943 erhielt er den Ehrenpokal für besondere Leistung im Luftkrieg und am 1. Januar 1945 das Deutsche Kreuz in Gold. Inzwischen diente er ab Oktober 1944 im Ergänzungskampfgeschwader 1 in Alt-Lönnewitz, wo er auch das Kriegsende erlebte. Dort war er Einflieger für die dort gebauten Strahlbomber Ar 234 und bildete auch auf der Doppelsitzer-Variante der Me 262 Besatzungen für die Ar 234 aus.
Am 1. April 1955 nahm die Lufthansa, bei der Utter 1954 tätig geworden war, ihren Flugbetrieb wieder auf; Utter flog an diesem Tag in einer Douglas DC-3. Bei der Umstellung von Propeller- auf Strahlflugzeuge war er einer der Ersten, der bei Lufthansa einen Jet flog. Diese Umstellung erwähnte er in seinem Lebensrückblick als die schwierigste Herausforderung in seinem Pilotenleben. Seit 1960 war er Flottenchef der Boeing 707. Im Jahr 1967 gelang es ihm, mit Bundespräsident Heinrich Lübke an Bord, der zum Staatsbesuch nach Nepal flog, erstmals mit einer Boeing 707 auf dem Hochgebirgsflughafen von Kathmandu zu landen, was damals für problematisch gehalten wurde.
Ab 1971 war Utter Chefpilot der Lufthansa und blieb dies bis zum 27. Februar 1981, als er aus Altersgründen das Fliegen aufgeben musste. Bis dahin hatte er etwa 29.000 Flugstunden absolviert. Von 1972 bis 1985 war Utter im Vorstand der Deutschen Lufthansa AG im Ressort Verkehr für den Flugbetrieb verantwortlich. Utter hatte verschiedene Aufsichtsratsmandate. In seinem Ruhestand berichtete er über seine angeblichen UFO-Sichtungen.
Sein umfangreicher Erfahrungsschatz als Pilot spiegelt sich in seinen luftfahrtbezogenen Büchern. Im Jahr 2006 starb er in seinem Wohnort Bad Vilbel.
Privat befasste er sich unter anderem mit der Imkerei und dem Kiwi-Anbau. Seit 1945 war er mit Margret geborene Weik verheiratet. Sie hatten drei Söhne: Tilmann (* 1947), Thomas (* 1950) und Tobias (* 1962). Sein Sohn Tobias Utter ist seit der Landtagswahl in Hessen 2008 Landtagsabgeordneter (CDU).

## Auszeichnungen
- 1967: Hoher nepalesischer Orden
- 1968: Bundesverdienstkreuz Erster Klasse
- 1977: Großes Bundesverdienstkreuz

## Veröffentlichungen (Auswahl)
- Sonne, Wolken, Staatsvisite. 1968.[6]
- … und wünsche einen guten Flug. 1969.[6]